# Gibó negre oriental
El gibó negre oriental (Nomascus nasutus) és un primat hominoïdeu de la família dels gibons (Hylobatidae), anteriorment comú a una part important de la Xina i el Vietnam. Actualment només viu en una petita àrea del nord-est del Vietnam i el sud-est de la Xina. La UICN classifica el gibó negre oriental com a espècie "en perill crític".